# Elektronska afiniteta
Elektronska afiniteta je energija, ki se sprošča ali porablja, če izoliran atom sprejme en elektron. Ta proces je lahko eksotermen ali endotermen.